# مردوک-زاکیر-شومی اول
مردوک-زاکیر-شومی یکم (Marduk-zâkir-šumi, Marduk-zakir-shumi)، از پادشاهان بابل باستان در زمان سلسله E بود که پس از نبو پلایدین به قدرت رسید. دوره حکومت وی از حدود ۸۵۵ تا حدود ۸۱۹ پیش از میلاد بوده‌است. معنای نام او یعنی: مردوک، اسم را تلفظ کرد (یا گفت یا اعلام کرد).

## حکومت
او با پادشاهان آشور، شلمنسر سوم و شامشی‌آداد پنجم معاصر بوده‌است. برادر کوچکتر وی به نام مردوک-بل-اوشتی علیه وی شورش کرد و با تصرف کردن دابان حکومت ناپایا و زودگذری را در منطقه دیاله بنیان‌گذاری کرد. منابع آشوری از او با عنوان غاصب یاد می‌کنند. در سال‌های ۸۵۱ و ۸۵۰ ق.م. پادشاه آشور، شلمنسرسوم به کمک مردوک زاکیر شومی آمد و با او متفقاً برای سرکوب شورشیان جنگید و مردوک‌بل‌اوشتی را مجبور کرد به منطقه کوهستانی Jasubu در شمال شرق دیاله‌سفلی فرار کند. در اولین جنگی که بین طرفین رخ داد، مردوک بل اوشتی در Ganannate موضع گرفت، اما در بیرون دیوارهای شهر از دشمن شکست خورد. وی توانست به داخل شهر که تصرف نشده بود، برود و در آنجا پناه بگیرد. دومین نبرد بین طرفین به سقوط شهر انجامید و مردوک‌بل‌اوشتی به همراه کسان خود دست به یک عقب‌نشینی عجولانه زد، در حالی که مانند روباهی از طریق سوراخی فرار می‌کرد. وی پس از فرار به شهر آرمان (هالمان) رفت، شهری که پس از یک محاصره سقوط کرد و تصرف شد. شلمنسرسوم این وقایع را در یاد ستون‌سیاه این‌گونه شرح می‌دهد:
 در هشتمین سال حکومت من، مردوک بل اوشته، برادر کوچکتر، علیه مردوک زاکیر شومی پادشاه کاردونیاش شورش کرد و آن دو سرزمین را تماماً تقسیم کردند (سراسر یا کل زمین را، منظور همه سرزمین بابل است). برای گرفتن انتقام مردوک زاکیر شومی، من با سپاهم عازم شدم و Mê-Turnat را تسخیر کردم. در نهمین سال حکومتم، من برای دومین بار علیه اکد قشون کشی کردم. من Ganannate را محاصره کردم، از برای مردوک بل اوشته، جلال هراسناک و شکوه خوف‌انگیز آشور و مردوک بر وی مستولی شد و او برای نجات جان خویش به کوه‌ها گریخت، من او را تعقیب کردم. من با شمشیر مردوک، بل اوشته و افسران نظامی شورش کرده را که با او بودند، کشتم.

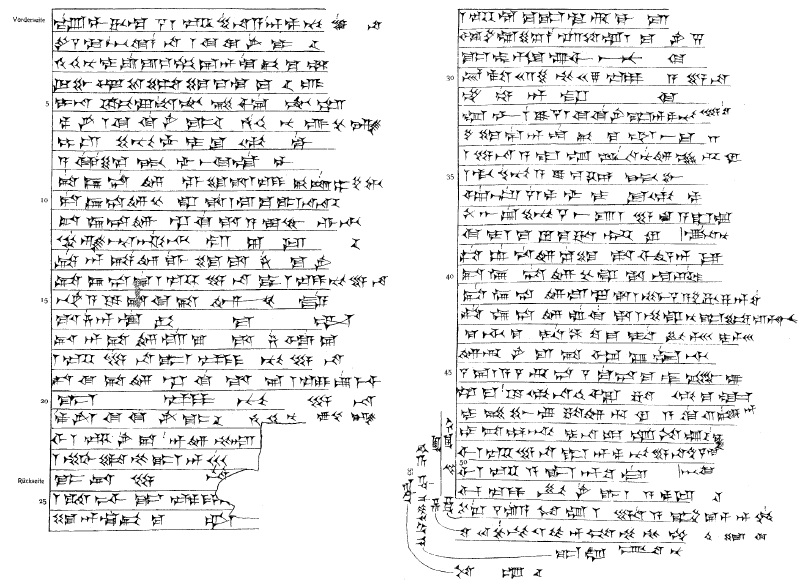
کودورو یی که دربارهٔ فروش زمینی در نزدیکی Dilbat است و به سال یازدهم سلطنت مردوک زاکیر شومی مربوط می‌شود.

در این لشکرکشی، شلمنصر سوم شهر Baqani را تصرف کرد و از Bit-Dakkuri و Amukani و پیشوای قبایل Yakin خراج ستاند، این نخستین بار است که از این گروه‌ها و قبایل کلدانی نام برده می‌شود (نخستین شاهد و گواه آورده شده در متون باستان). پادشاه آشور، سپس به زیارت اماکن مقدسه و معابد بابل رفت، خود وی این‌گونه می‌گوید:
 من به اساگیلا صعود کردم، قصر خدایان، منزلگاه پادشاه همه…
او مراسم و نیایش‌های مذهبی خود را در معابد و زیارتگاه‌های فرقه‌ای دیگری به انجام رساند و یاد ستون‌سیاه در این باره می‌گوید:
 من به مراکز شهری بزرگ رفتم. من در بابل، بورسیپا و کوت‌ها قربانی‌هایی تقدیم کردم.
یک تخت سلطنتی به دست آمده از شهر نیمرود در قسمت جلوی خود دربردارنده نقش برجسته‌ای است که شلمنسرسوم را نشان می‌دهد، در حالی که دست مردوک زاکیرشومی را در یک حضور در ملاءعام به نشانه دوستی دو ملت آشور و بابل در دست گرفته‌است. در طرفین دو پادشاه مزبور، دو جوان بدون ریش دیده می‌شوند و گفته می‌شود که ولیعهدهای آن دو پادشاه هستند، یعنی به این ترتیب باید شمشی‌اداد پنجم و مردوک بلاسو ایقبی بوده باشند.
در سی‌ودومین سال حکومت مردوک زاکیرشومی، فرصتی پیش آمد تا وی نیکویی‌های شلمنسرسوم را تلافی نماید؛ در این زمان، یعنی حدود سال ۸۲۶ پیش از میلاد، پسر تنی شلمنسرسوم به نام آشور-دنین-اپلی علیه پدر خود خروج کرد. شمشی آداد پنجم در سالنامه‌های خود، ماجرا را این‌گونه شرح می‌دهد:
 هنگامی که [برادر من] آشور-دنین-اپلی در زمان پدرش شولمانو آشاردو، نابکارانه و شرورانه عمل کرد، شورش و توطئه شرورانه را باعث شد، باعث شد که سرزمین به شورش قیام نماید، برای جنگ مهیا شد، مردمان آشور را، شمال و جنوب، به سوی خود جلب کرد و مواعظ متهورانه و بی باکانه ایراد کرد، شهرها را به شورش و طغیان آورد و روی به آغاز نزاع و جنگ کرد،... بیست و هفت شهر، همراه با استحکامات آنان… علیه شولمانو آشاردو قیام کردند، پادشاه چهار ناحیه دنیا، پدر من و… در طرف آشور دانین اپلی جای گرفتند.
تاریخ تطبیقی (همزمان) به طرز کنجکاوی برانگیزنده‌ای دربارهٔ این وقایع ساکت است، اما در هر صورت مسلم است که پیمانی بین شمشی‌آداد و مردوک زاکیرشومی بسته شده‌است و از متن معاهده و لحن بیان جملات و کلمات آن، این‌گونه به نظر می‌رسد که در این معاهده، طرف بابلی در موضع حقیر و مادونی قرار گرفته و در حقیقت به پادشاه آشور پشت گرم و به او مدیون و بدهکار بوده‌است. عهدنامه مزبور با مجموعه‌ای از لعن و نفرین‌ها که آشکارا از روی قانون نامه حمورابی اخذ شده‌است و در آن به‌طور بسیار واضح و مبرهنی، مقام و نقش آشور، خدای آشوری‌ها حذف شده‌است، پایان می‌پذیرد. در این مهاهده‌نامه مانند اکثر متون اعتقادی، مذهبی و سیاسی زمان‌های باستان، از خدایان مختلف خواسته می‌شود که نقض کنندگان پیمان نامه مزبور را مورد خشم و غضب خود و بلایا و مصایب مختلف قرار دهند؛ مانند نابود کردن سرزمین، نازل کردن گرسنگی و قحطی، شکستن کوپال سلطنت پادشاهی که خلف وعده کرده‌است، دچار کردن به طوفان و سیل و تبدیل کردن آن کشور به پشته‌های ویران شده‌ای در اثر سیل.
شلمانو آشاردو هنوز زنده بود که یک ازدواج سیاسی و دیپلماتیک صورت گرفت و در طی آن، دختر مردوک زاکیرشومی به نام شامورامات با شامشی-آداد پنجم ازدواج کرد، شلمانو آشاردو نیز با این ازدواج همراه نمود. عواقب این ازدواج، در هر صورت این بود که شامشی‌آداد از موقعیت دون پایه و تحقیرآمیز خود رنجید و در زمان پسر و وارث مردوک زاکیرشومی، مردوک-بلاسو-ایقبی انتقام هولناکی از پادشاه بابل گرفت.